# Antonio da Sangallo (starszy)

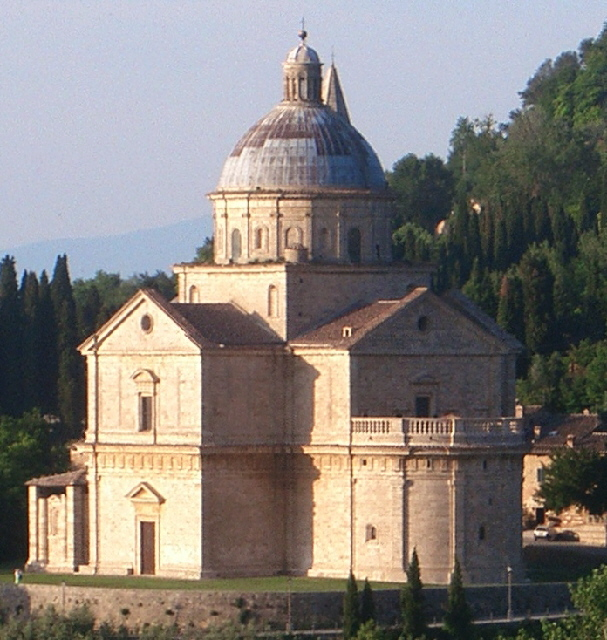
Kościół San Biagio w Montepulciano

Antonio da Sangallo (starszy), (ur. 1453 lub 1455, zm. 27 grudnia 1534 lub 1535) – włoski architekt renesansowy, inżynier wojskowy, rzeźbiarz. Był synem rzeźbiarza Franscesca Giambertiego, młodszym bratem i uczniem Giuliana da Sangallo oraz wujkiem Antonio da Sangallo Młodszego i Bastiana da Sangallo. Projektował kościoły, pałace i fortyfikacje. Jego ważniejsze dzieła architektoniczne to: twierdza w Civita Castellana, kościół San Biagio w Montepulciano (zbudowany w latach 1518–1534), Loggia dei Servi de Maria we Florencji.